# Тебеширената война
Тебеширената война е българска телевизионна новела от 1968 година по сценарий Димитър Гулев. Режисьор е Любен Морчев, а оператор Васил Киранов. Музиката е на композитора Димитър Вълчев .

## Актьорски състав
| В главните роли | Изпълнител     |
| --------------- | -------------- |
|                 | Ясен Голев     |
|                 | Тотю Петров    |
|                 | Красимир Кочев |
|                 | Васил Ангелов  |
|                 | Любомир Илчев  |